# Премия Владимира Назора
Премия Владимира Назора (хорв. Nagrada Vladimir Nazor) — ежегодная награда Министерства культуры Хорватии, которая вручается хорватским деятелям искусства за значительные достижения в своей области. Премия присуждается с 1959 г. и названа в честь хорватского поэта Владимира Назора. Награда вручается в шести различных категориях:
- Архитектура и урбанизм
- Кинематограф
- Музыка
- Театр
- Изобразительное искусство и декоративно-прикладное искусство

Ежегодно вручаются по две награды для каждой отрасли — одна за значительные жизненные достижения, другая — за достижения за прошедший год. Победители за предыдущий год определяются ежегодно 19 июня, в годовщину смерти Назора.

## Список победителей в номинации «За жизненные достижения»
Ниже представлен список лауреатов премии Владимира Назора в номинации «За жизненные достижения» по данным сайта Министерства культуры Хорватии.

### Архитектура и урбанизм
- 1965 — Младен Каузларич
- 1966 — Юрай Дензлер
- 1967 — Степан Планич
- 1968 — Альфред Альбини
- 1969 — Йосип Сейссел
- 1970 — Степан Гомбош
- 1970 — Лавослав Хорват
- 1971 — Антун Ульрих
- 1972 — Драго Галич
- 1973 — Мариян Хаберле
- 1974 — Владо Антолич
- 1975 — Ловро Перкович
- 1976 — Славко Леви
- 1977 — Звонимир Врклян
- 1978 — Божидар Рашица
- 1979 — Франьо Баговец
- 1980 — Станко Фабрис
- 1981 — Божидар Тушек
- 1982 — Андре Могоровичич
- 1983 — Зденко Колацио
- 1984 — Иван Витич
- 1985 — Невен Шегвич
- 1986 — Драган Болтар
- 1987 — Александар Драгоманович
- 1988 — Мирослав Бегович
- 1989 — Здравко Бреговац
- 1990 — Зденко Сила
- 1991 — Борис Магаш
- 1992 — Венцеслав Рихтер
- 1993 — Гроздан Кнежевич
- 1994 — Иво Радич
- 1995 — Зоя Думенагич
- 1996 — Бруно Милич
- 1997 — Сена Секулич-Гвозданович
- 1998 — Иво Гершич
- 1999 — Йерко Марасович
- 1999 — Томислав Марасович
- 2000 — Сильвана Сейссел
- 2001 — Юлие де Лука
- 2002 — Анте Маринович-Узелац
- 2003 — Андрия Мутнякович
- 2004 — Славко Елинек
- 2005 — Мирко Маретич
- 2006 — Анте Рожич
- 2007 — Анте Вулин
- 2008 — Никола Филипович
- 2009 — Борис Крстулович
- 2010 — Динко Ковачич
- 2011 — Радован Мишчевич
- 2012 — Хильдегард Ауф-Франич
- 2013 — Радован Делалле
- 2014 — Иван Црнкович
- 2015 — Йосип Углик
- 2016 — Бранко Кинцль

### Кинематограф
- 1967 — Октавиян Милетич
- 1970 — Бранко Марьянович
- 1973 — Федор Ханжекович
- 1974 — Бранко Блажина
- 1975 — Антун Налис
- 1976 — Рудольф Сремец
- 1977 — Бранко Майер
- 1978 — Обрад Глушчевич
- 1979 — Бранко Белан
- 1980 — Бранко Бауэр
- 1981 — Александар Маркс
- 1982 — Мате Реля
- 1983 — Крешо Голик
- 1984 — Фадил Хаджич
- 1985 — Никола Танхофер
- 1986 — Ватрослав Мимица
- 1987 — Анте Бабая
- 1988 — Томислав Пинтер
- 1989 — Франо Водопивец
- 1990 — Антун Врдоляк
- 1991 — Фабиян Шовагович
- 1992 — Звонимир Беркович
- 1993 — Радойка Танхофер
- 1994 — Павао Штальтер
- 1995 — Желько Сенечич
- 1996 — Миа Оремович
- 1997 — Теа Бруншмид
- 1998 — Борис Дворник
- 1999 — Анте Петерлич
- 2000 — Душко Юричевич
- 2001 — Эрнест Грегль
- 2002 — Боривой Довникович
- 2003 — Илия Ивезич
- 2004 — Владимир Тадей
- 2005 — Зоран Тадич
- 2006 — Крсто Папич
- 2007 — Арсен Дедич
- 2008 — Богдан Жижич
- 2009 — Велько Булаич
- 2010 — Божидарка Фрайт
- 2011 — Хрвое Туркович
- 2012 — Ивица Райкович
- 2013 — Неделько Драгич
- 2014 — Иво Штивичич
- 2015 — Эдуард Галич
- 2016 — Божидар Смилянич

### Музыка
- 1960 — Светислав Станчич
- 1963 — Йосип Крижай
- 1964 — Яков Готовац
- 1965 — Антония Гейгер-Айхорн
- 1965 — Анчица Митрович
- 1968 — Борис Папандопуло
- 1969 — Вильма Ножичич
- 1970 — Иво Тиярдович
- 1971 — Нада Томчич
- 1972 — Марианна Радев
- 1973 — Стьепан Шулек
- 1974 — Иван Брканович
- 1975 — Бруно Бьелински
- 1976 — Мило Ципра
- 1977 — Иво Мачек
- 1978 — Бранимир Сакач
- 1979 — Славко Златич
- 1980 — Дора Гушич
- 1981 — Рудольф Матч
- 1982 — Натко Девчич
- 1983 — Милко Келемен
- 1984 — Иероним Нони Жунец
- 1985 — Эмиль Коссетто
- 1986 — Милан Хорват
- 1987 — Рудольф Клепач
- 1988 — Мильенко Прохаска
- 1989 — Драгутин Бернардич
- 1990 — Томислав Нералич
- 1991 — Адальберт Маркович
- 1992 — Нада Путтар-Голд
- 1993 — Юрица Мурай
- 1994 — Стьепан Радич
- 1995 — Анджелько Клобучар
- 1996 — Ружа Поспиш-Балдани
- 1997 — Младен Башич
- 1998 — Игор Гьядров
- 1999 — Льиляна Молнар-Талаич
- 2000 — Йосип Клима
- 2001 — Станко Хорват
- 2002 — Божена Рук-Фочич
- 2003 — Тонко Нинич
- 2004 — Павле Дешпаль
- 2005 — Владимир Крпан
- 2006 — Бранка Стилинович
- 2007 — Дамир Новак
- 2008 — Загребский квартет
- 2009 — Никша Бареза
- 2010 — Рубен Радица
- 2011 — Мирка Кларич
- 2012 — Иво Малец
- 2013 — Павица Гвоздич
- 2014 — Прерад Детичек
- 2015 — Альфи Кабильо
- 2016 — Владимир Краньчевич

### Театр
- 1964 — Мила Димитриевич
- 1966 — Звонимир Рогоз
- 1968 — Томислав Танхофер
- 1969 — Виктор Бек
- 1969 — Божена Кральева
- 1969 — Вика Подгорска
- 1970 — Славко Батушич
- 1970 — Велько Маричич
- 1971 — Мато Гркович
- 1972 — Бела Крлежа
- 1973 — Анджелко Штимац
- 1974 — Эмиль Кутияро
- 1975 — Эрвина Драгман
- 1976 — Иво Хергешич
- 1977 — Владо Хабунек
- 1978 — Ана Ройе
- 1978 — Оскар Хармош
- 1979 — Мира Жупан
- 1980 — Мирко Перкович
- 1981 — Звонко Агбаба
- 1982 — Ана Мелетич
- 1983 — Йосип Маротти
- 1984 — Младен Шермент
- 1985 — Коста Спаич
- 1986 — Перо Крвгич
- 1987 — Весна Буторац-Блаче
- 1988 — Младен Шкилян
- 1989 — Драго Крча
- 1990 — Мише Мартинович
- 1991 — Соня Кастль
- 1992 — Тонко Лонза
- 1993 — Милка Подруг-Кокотович
- 1994 — Божидар Виолич
- 1995 — Томислав Дурбешич
- 1996 — Александар Аугустинчич
- 1997 — Нада Суботич
- 1998 — Звездана Ладика
- 1999 — Реля Башич
- 2000 — Йошко Юванчич
- 2001 — Нева Рошич
- 2002 — Милко Шпаремблек
- 2003 — Ика Шкомрль
- 2004 — Никола Батушич
- 2005 — Ваня Драч
- 2006 — Ванча Клякович
- 2007 — Георгий Паро
- 2008 — Златко Црнкович
- 2009 — Владимир Герич
- 2010 — Златко Витез
- 2011 — Шпиро Губерина
- 2012 — Ненад Шегвич
- 2013 — Божидар Бобан
- 2014 — Мария Кон
- 2015 — Ивица Бобан
- 2016 — Мустафа Надаревич

### Изобразительное искусство и декоративно-прикладное искусство
- 1961 — Франо Кршинич
- 1963 — Марино Тарталья
- 1964 — Любо Бабич
- 1964 — Отон Постружник
- 1965 — Оскар Херман
- 1966 — Мирко Рачки
- 1966 — Вилько Гецан
- 1968 — Еролим Мише
- 1969 — Антун Мотика
- 1969 — Златко Шулентич
- 1970 — Мариян Детони
- 1970 — Крсто Хегедушич
- 1971 — Антун Междьич
- 1972 — Франо Шимунович
- 1973 — Вилько Шеферов
- 1974 — Стелла Скопал
- 1975 — Векослав Парач
- 1976 — Отон Глиха
- 1977 — Вилим Свечняк
- 1978 — Анте Роца
- 1978 — Славко Шохай
- 1979 — Воин Бакич
- 1980 — Златко Прица
- 1980 — Милан Вульпе
- 1981 — Эдо Ковачевич
- 1982 — Мира Ковачевич-Овчачик
- 1982 — Желько Хегедушич
- 1983 — Любо Иванчич
- 1983 — Ото Райзингер
- 1984 — Ксения Кантоци
- 1985 — Бранко Ружич
- 1986 — Коста Ангели Радовани
- 1987 — Иван Шебаль
- 1988 — Желимир Янеш
- 1989 — Шиме Перич
- 1990 — Фердинанд Кульмер
- 1991 — Иван Ловренчич
- 1992 — Далибор Парач
- 1993 — Младен Вежа
- 1994 — Иван Пицель
- 1995 — Милена Лах
- 1996 — Джуро Пулитика
- 1997 — Иван Кожарич
- 1998 — Никола Райзер
- 1999 — Александар Срнец
- 2000 — Эдо Муртич
- 2001 — Джуро Седер
- 2002 — Юлие Найфер
- 2003 — Нивес Кавурич-Куртович
- 2004 — Златко Боурек
- 2005 — Векослав Войо Радойчич
- 2006 — Йосип Ваништа
- 2007 — Душан Джамоня
- 2008 — Никола Койдль
- 2009 — Альфред Пал
- 2010 — Шиме Вулас
- 2011 — Иван Ладислав Галета
- 2012 — Мария Уевич-Галетович
- 2013 — Младен Стилинович
- 2014 — Ягода Буич
- 2015 — Златко Кесер
- 2016 — Еуген Феллер